# Robert Šenkýř
Robert Šenkýř (* 5. ledna 1974 Brno) je český automobilový závodník.

## Kariéra
Tento jezdec začíná závodit v roce 1993. Je dvojnásobný mistr Evropy, mnohonásobný mistr České i Slovenské republiky. Zakladatel a majitel týmu Šenkýř Motorsport, který vytvořil metodiku a koncept 1:1 coaching pro trackday vozy a jejich jezdce.
Na mistrovství Evropy v automobilových závodech do vrchu závodí se dvěma značkami produkčních vozů: Škoda (Favorit, Felicia a Octavia, mezi lety 1994 a 1998, poté BMW (typ M3 GTR) téměř 10 let).
Od roku 2002 do roku 2004 byl schopen oslavit 15 vítězství v evropské skupině A.
V roce 2005 přeorientoval svoji kariéru na vytrvalostní závody, poté se stal mistrem České republiky v okruzích D4 (<3,5L) v roce 2008 a 2010, poté v roce 2011 na Slovensku s vlastním týmem Šenkýř Motorsport (BMW M3 GTR).

## Závodní vozy, které řídil
- Škoda Favorit sk. N a sk. A
- Škoda Felicia Kit Car
- Škoda Octavia Cup
- Škoda Octavia Kit Car
- BMW M3 E36 sk.N a sk.A
- Mitsubishi Lancer Evo
- BMW M3 E36 GTR
- BMW M3 E46 GTR
- BMW M3 E92 GT4
- Saleen S7 GT1
- BMW M235i Cup
- Porsche Cayman GT4
- BMW M3 E92 GTR
- BMW Z4 GT3
- BMW M6 GT3
- BMW M4 GT4